# Földvári Imre
Földvári Imre (Budapest, 1894. szeptember 4. – Budapest, 1976. december 5.) fogorvos, egyetemi docens, az orvostudományok kandidátusa (1962).

## Élete
Földvári Jakab vendéglős és Klein Eszter gyermekeként született. 1909 és 1912 között fogtechnikus tanuló volt, majd 1935-ig fogtechnikusként és laboratóriumvezetőként dolgozott. Időközben magántanulóként elvégezte a gimnáziumot és leérettségizett. 1935-ben a Pázmány Péter Tudományegyetem orvosi karán fogorvosi oklevelet szerzett. 1935–1936-ban a fogászati tanszéken, 1936-tól – Salamon Henrik professzor ajánlása révén – a budapesti Stomatológiai Intézetben működött. 1939 és 1945 között magángyakorlatot folytatott. A második világháború után a Stomatológiai Klinika Fogtechnikai Laboratóriumának vezetője, majd adjunktusa lett. 1952-ben megszervezte az Odontotechnikai Tanlaboratóriumot, amelynek vezetőjeként dolgozott, 1955-től mint docens. 1962-ben A fogpótlás biofunkcionális elkészítésénél kísérletes vizsgálatai és eredményei témakörből kandidátusi címet kapott. 1967-ben a Fogpótlástani Klinika megbízott vezetője volt. A következő évben nyugdíjba vonult. Fogorvostörténettel is foglalkozott.
Házastársa Steiner Róza volt, Steiner Leó és Steiner Szidónia lánya, akit 1932. augusztus 21-én Budapesten, a Terézvárosban vett nőül.
Az Új köztemetőben nyugszik.

## Főbb művei
- Hibaforrások a laboratóriumi gyakorlatban (Budapest, 1945)
- Palapontbetétek (Budapest, 1945)
- Palaponthidak (Budapest, 1946)
- Esztétikus korona alsó őrlőfogakon (Budapest, 1949)
- Fogpótlások akrilátból (Budapest, 1949)
- Koronák, hidak artikulációja (Budapest, 1949)
- Odontotechnika: fogművek laboratóriumi elkészítése (Budapest, 1951)
- A fogpótlás technológiája (Huszár Györggyel, Budapest, 1959; 2. javított kiadás: Budapest, 1965; 3. kiadás: Budapest, 1968; 4. átdolgozott kiadás: Budapest, 1974)
- Jegyzet fogtechnikusoknak továbbképzés céljára (Budapest, 1961)
- Emlékek és tapasztalatok (Budapest, 1968–1969)